# Шумаков, Борис Борисович
Борис Борисович Шумаков (5 августа 1933 — 10 апреля 1997) — российский учёный в области гидротехники и мелиорации, академик ВАСХНИЛ (1978).

## Биография
Родился в Ростове-на-Дону. Сын академика ВАСХНИЛ Бориса Аполлоновича Шумакова.
Окончил Новочеркасский инженерно-мелиоративный институт (НИМИ) (1956).
- 1956—1960 ассистент НИМИ,
- 1960—1961 аспирант Ташкентского института инженеров ирригации и механизации сельского хозяйства,
- 1961—1971 старший преподаватель, доцент, проректор НИМИ,
- 1971—1973 директор Южного НИИ гидротехники и мелиорации,
- 1973—1988 академик-секретарь Отделения гидротехники и мелиорации ВАСХНИЛ,
- 1988—1997 директор ВНИИ гидротехники и мелиорации.

По совместительству профессор (с 1978 г.), заведующий кафедрой мелиорации (с 1989 г.) Московской сельскохозяйственной академии им. К. А. Тимирязева.
Разработчик теории и методики расчета многоярусных лиманов мелкого слоя затопления, схем и технологий лиманного орошения.
Доктор технических наук (1972), профессор (1973), академик ВАСХНИЛ (1978, член-корреспондент с 1973).
Похоронен в Москве на Троекуровском кладбище, участок № 4.

## Награды, премии, почётные звания
Лауреат премии Правительства России в области науки и техники за 1996 год. Заслуженный деятель науки и техники Российской Федерации (1993), заслуженный деятель науки Узбекской ССР (1987). Награждён двумя орденами «Знак Почёта», Золотой медалью им. А. Н. Костякова (1990), медалями ВДНХ.

## Труды
Автор (соавтор) более 300 научных работ, в том числе 10 монографий. Получил более 20 авторских свидетельств и патентов на изобретения.
Книги:
- Использование местного стока. — М.: Россельхозиздат, 1966. — 103 с.
- Оросительная система в хозяйстве. — М.: Россельхозиздат, 1975. — 151 с.
- Кормопроизводство на орошаемых землях / Соавт. Н. Ф. Лобов. — М.: Россельхозиздат, 1977. — 127 с.
- Гидромелиоративные основы лиманного орошения. — Л.: Гидрометеоиздат, 1979. — 216 с.
- Мягкие конструкции в гидротехническом строительстве / Соавт.: Б. И. Сергеев, П. М. Степанов. — М., 1984. — 101 с.
- Научные основы ресурсосбережения и охраны природы в мелиорации и водном хозяйстве: Избр. ст. и докл. — М., 1998. — 305 с.